# Aníbal Rigozzi
Aníbal Ernesto Rigozzi (Buenos Aires, Argentina, 13 de agosto de 1964), también conocido como el Vaino o Vainilla, es un músico argentino. Fundador de Los Fabulosos Cadillacs, banda de ska y rock, donde participó como guitarrista y posteriormente mánager.

## Biografía
Ingresó como guitarrista a Los Fabulosos Cadillacs en 1985. Permaneció en ese puesto hasta 1997 cuando pasa a ser el mánager de la banda hasta la actualidad.